# John Washington Baird
John Washington Baird (* 22. Februar 1852 in New York City; † 8. Mai 1917) war ein US-amerikanischer Schachspieler und einer der Schiedsrichter beim Kampf um die Schachweltmeisterschaft 1894 zwischen Wilhelm Steinitz und Emanuel Lasker.
Er lebte in New York und gehörte zusammen mit seinem jüngeren Bruder David Graham Baird (1854–1913) zu den Mitbegründern des Manhattan Chess Club.
Er nahm an der 6. Meisterschaft der USA in New York 1889 teil, belegte dort jedoch mit 7 Punkten aus 38 Runden nur den 19. und vorletzten Platz. Bei einem Meisterturnier in New York 1893, das von Harry Nelson Pillsbury gewonnen wurde, kam Baird mit 4,5 Punkten aus 9 Partien auf Platz fünf. 1895 spielte er bei einem per Telegraf ausgetragenen Mannschaftswettkampf der USA gegen Großbritannien an Brett 8 und erzielte ein Remis gegen H.W. Trenchard. Außerdem spielte er bei zwei Meisterturnieren in Deutschland: Beim DSB-Kongress in Leipzig 1894 wurde er Zwölfter (7,5 Punkte aus 17 Partien), im B-Turnier von Barmen 1905 kam er auf Platz 17 (3,5 Punkte aus 17 Partien). 
Seine beste historische Elo-Zahl betrug 2556, diese erreichte er im August 1895. 